# Val Veny

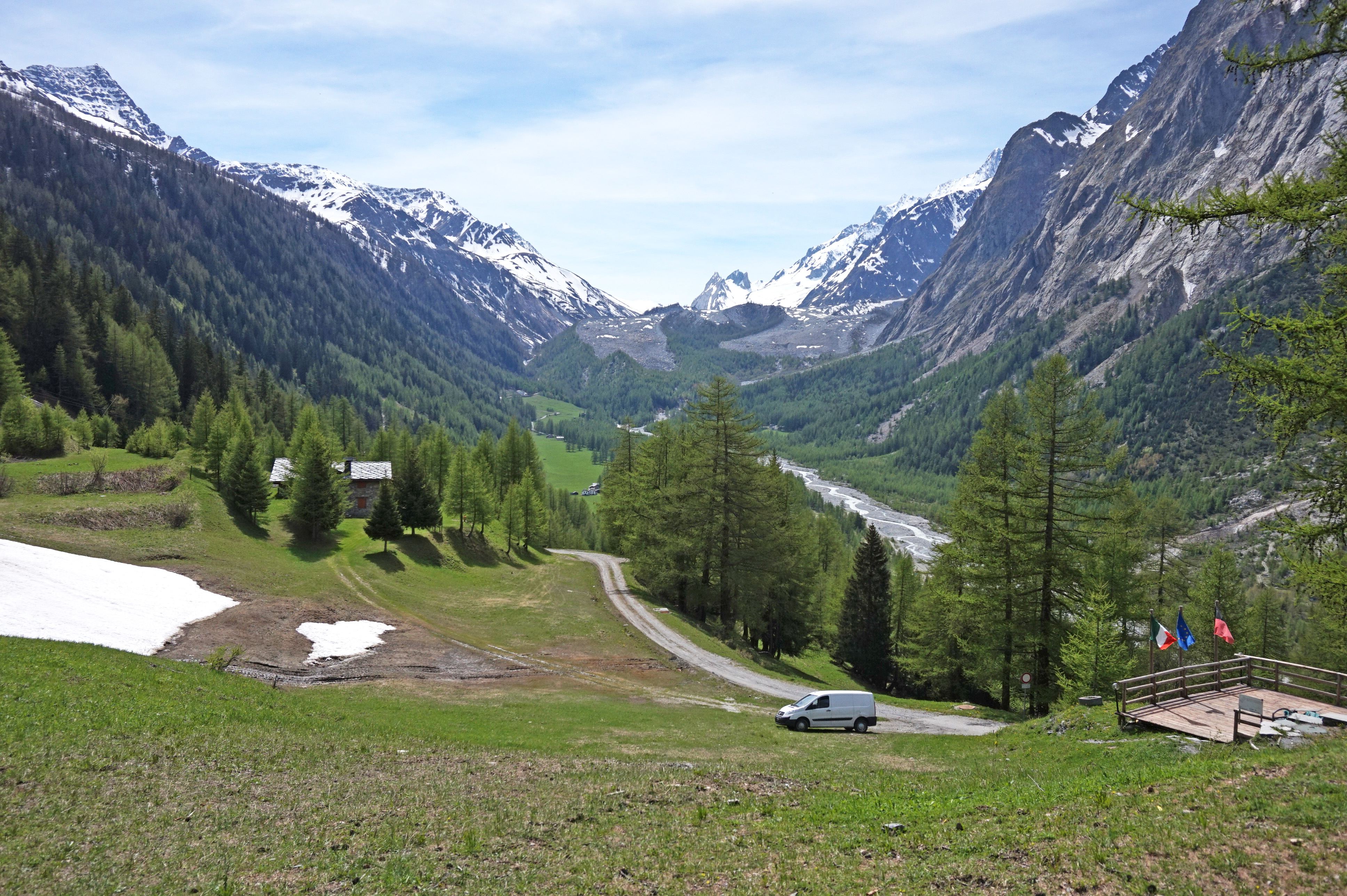
Val Veny

Val Veny – dolina w Masywie Mont Blanc we Włoszech (region Dolina Aosty). Jej wylot znajduje się około 2 kilometrów na północ od Courmayeur, w pobliżu Tunelu du Mont Blanc. Ciągnie się na południowy zachód i dochodzi do przełęczy Col de la Seigne (2515 m) na granicy włosko-francuskiej, za którą znajduje się francuska dolina Vallée des Chapieux.

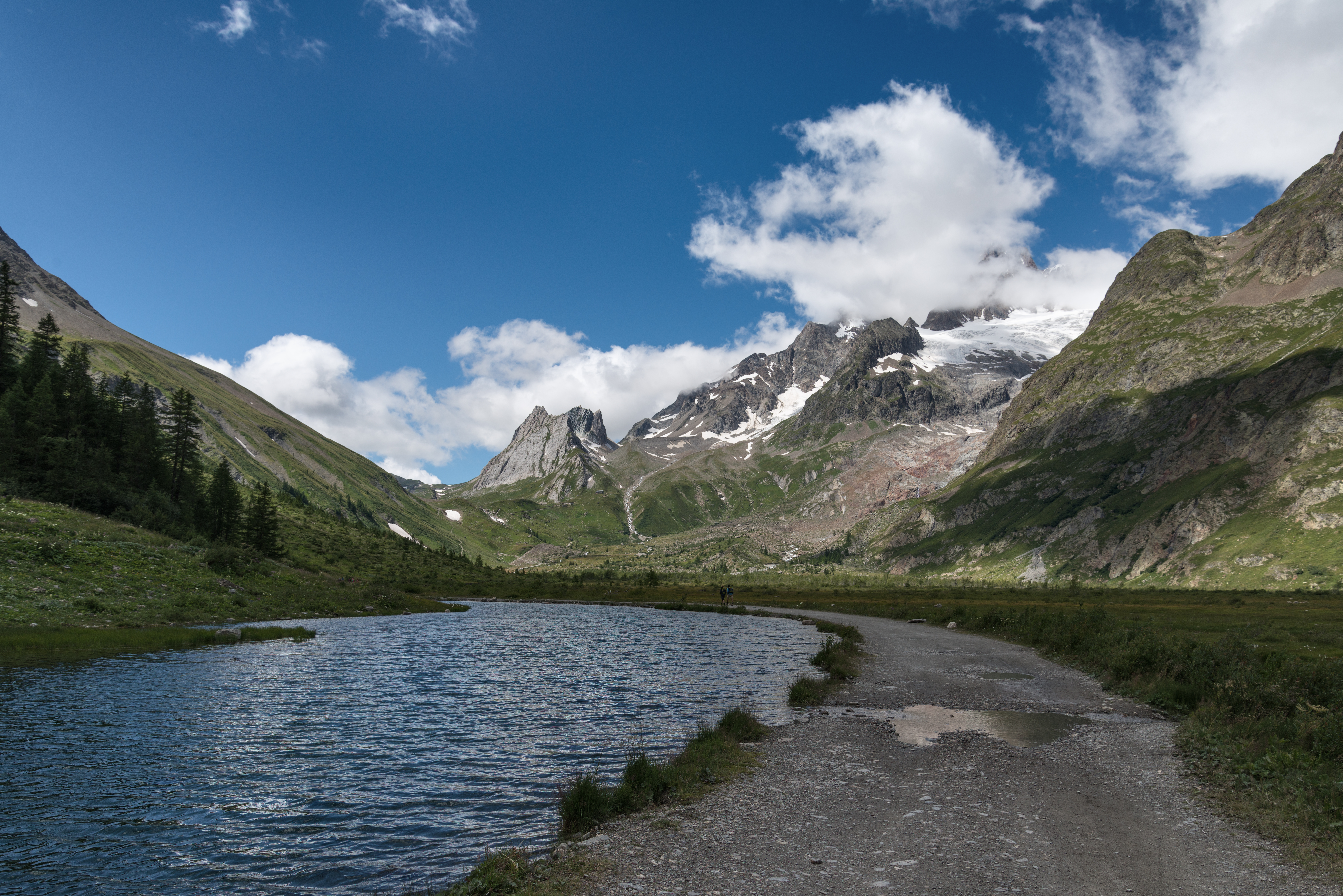
Potok Dora di Veny

Od północnego zachodu dolinę Val Veny ograniczają grupy górskie Mont Blanc i Trélatête oddzielające ją od doliny Vallée de Chamonix, a od południowego wschodu grupa Monte Berio Blanc-Mont de Mirande za którą znajduje się dolina Vallone di La Thuile. Górna część doliny, między przełęczą Col de la Seigne a jednym z największych lodowców w Masywie Mont Blanc – Ghiaccialo del Miage, nosi nazwę Vallone de la Lex Blanche.

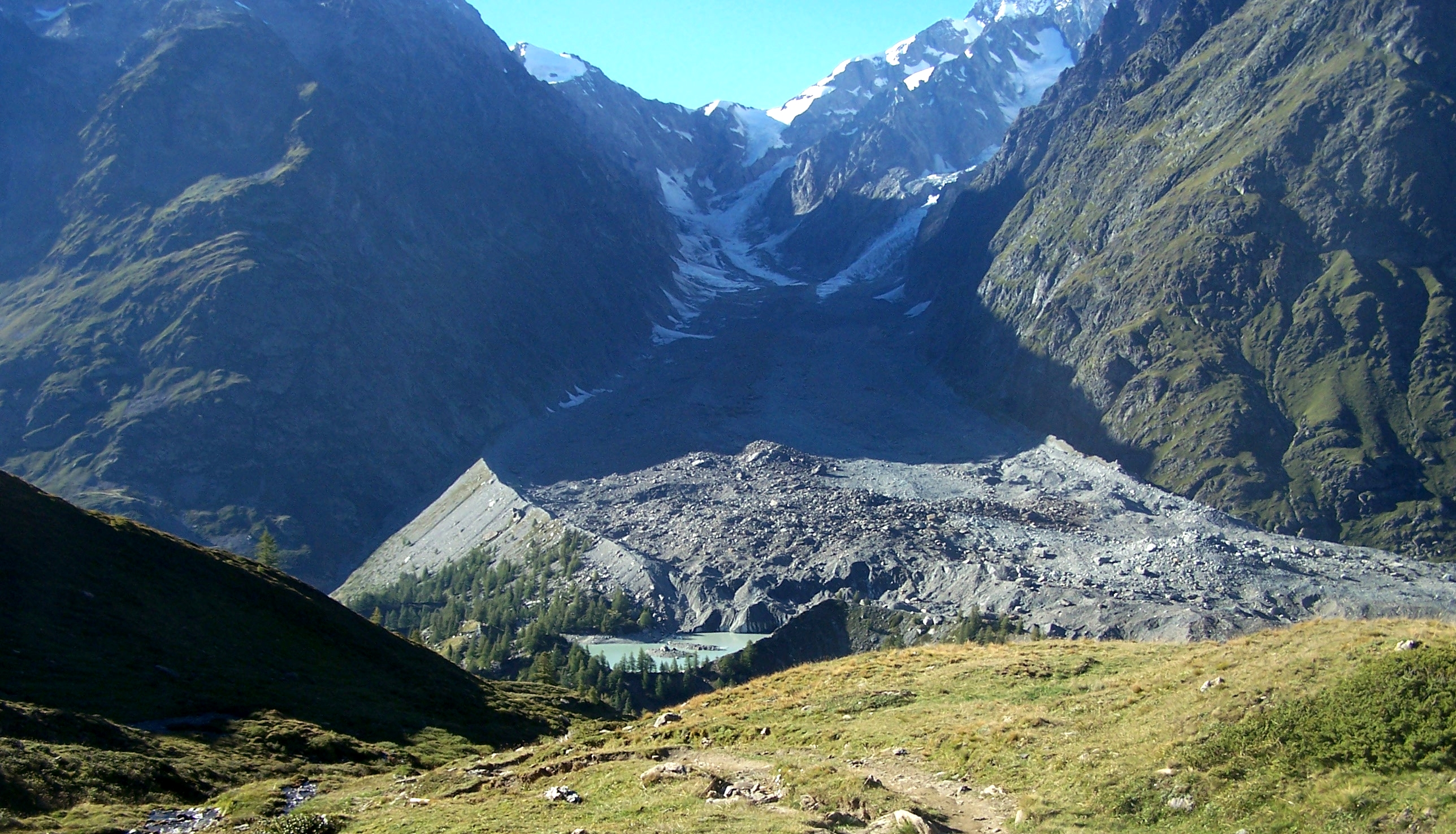
Ghiaccialo del Miage

Przedłużeniem doliny Val Veny jest włoska dolina Val Ferret, która ciągnie się na północny wschód od wylotu Tunelu du Mont Blanc.
Doliną płynie potok Dora di Veny wypływający z okolic przełęczy Col de la Seigne i lodowca Ghiaccialo del Miage. W pobliżu wylotu Tunelu du Mont Blanc łączy się on z potokiem Dora di Ferret płynącym przez dolinę Val Ferret i tworzy rzekę Dora Baltea.
W dolinie nie ma większych miejscowości. W jej górnej części znajduje się schronisko Rifugio Elisabetta Soldini.